# Aelurillus steliosi
Aelurillus steliosi är en spindelart som beskrevs av Dobroruka 2002. Aelurillus steliosi ingår i släktet Aelurillus och familjen hoppspindlar. Inga underarter finns listade i Catalogue of Life.